# 望后石谷堆填區
望后石谷堆填區位於香港新界屯門區望后石望發街，佔地面積達68公頃，於1983年啟用，於1996年容量飽和而關閉。

## 歷史
望后石谷堆填區於1983年由香港政府建設，至1996年，望后石谷堆填區容量飽和而關閉。
2004年，環境保護署將望后石谷堆填區復修為綠化地帶，工程於2006年完成，涉及14公頃可用土地，作為未來規劃用途。可用土地當中，部份為中國人民解放軍駐香港部隊的青山操炮區，其餘6公頃則免費租予香港射擊聯合總會闢作射擊訓練及比賽場地，為期20年。根據香港射擊聯合總會向有關部門提交的文件所顯示，擬建射擊場設共4個室外及室內氣槍靶場，提供180條射道，於落成後將會成為香港永久的射擊活動訓練及推廣場地。其後，香港射擊聯合總會獲香港政府邀請在望后石谷堆填區興建2009年東亞運動會射擊比賽場地，及獲批准免費租用當中的6公頃作為上述用途，然而因為資金不足，香港射擊聯合總會至今尚未落實計劃。